# بخش بارکلی، شهرستان کاس، مینه سوتا
بخش بارکلی (به انگلیسی: Barclay Township) یک منطقهٔ مسکونی در ایالات متحده آمریکا است که در شهرستان کاس، مینه‌سوتا واقع شده‌است.
 بخش بارکلی ۳۸٫۹ کیلومتر مربع مساحت و ۵۱۶ نفر جمعیت دارد و ۴۰۲ متر بالاتر از سطح دریا واقع شده‌است.